# Schorsvaandeldrager
De schorsvaandeldrager (Dasycera oliviella) is een vlinder uit de familie Oecophoridae. De spanwijdte van de vlinder bedraagt zo’n 15 millimeter. De soort komt verspreid over Europa en het Nabije Oosten voor. De rups leeft vooral van dood hout, onder de bast van dode en stervende bomen.

## Voorkomen in Nederland en België
De schorsvaandeldrager is in Nederland een zeer zeldzame en in België een zeldzame soort. De soort kent één jaarlijkse generatie, die vliegt van mei tot in augustus.